# Karl von Alten
Karl Friedrich Franz Victor comte von Alten (né le 1er août 1833 à Hanovre et mort le 24 septembre 1901 à Gainfarn) est un général de cavalerie prussienne et gouverneur de la forteresse d'Ulm (de).

## Biographie

### Origine
Karl von Alten (de) est le fils du comte Viktor von Alten (de) (1800-1879) et de sa femme Hermine, née von Schminke (1806-1868). Sa mère est une fille du ministre d'État von Schminke. Son père est un conseiller privé hanovrien, chevalier de l'Ordre de Saint-Jean et seigneur de Wilkenburg et Sundern.

### Carrière militaire
Alten étudie à l'école de l'abbaye d'Ilfeld puis rejoint le régiment de cuirassiers de la Garde de l'armée prussienne. C'est là qu'il est promu au rang de sous-lieutenant le 10 janvier 1854. En raison de ses bonnes connaissances linguistiques, Alten est régulièrement chargé d'accompagner le prince Georges de Prusse lors de ses voyages. Après avoir été nommé premier lieutenant à la suite de son régiment, Alten est commandé le 16 décembre 1862 à la légation à la cour néerlandaise. Le 10 juillet 1865, il est promu Rittmeister et, en tant que tel, il prend en charge, peu avant le début de la guerre contre l'Autriche le 21 mai 1866, une escadrille du 1er régiment d'uhlans de la Garde. Avec ce régiment, il peut faire ses preuves lors de la bataille de Sadowa. Fin juillet 1868, le roi Guillaume Ier le nomme son aide de camp et le promeut au grade le 22 mars 1869. Au quartier général du roi, Alten participe à la guerre franco-prussienne et est décoré de la croix de fer de 2e classe le 8 septembre 1870.
le 18 Le 1er janvier 1871, Alten assiste au couronnement de l'empereur (de) à Versailles. Après la fin de la guerre, il reçoit le 15 juin 1871 la croix de chevalier de l'ordre royal de Hohenzollern avec épées pour ses services rendus et est promu commandant de la gendarmerie du Corps (de) le 25 avril 1872, tout en conservant son poste d'adjudant d'aile, et le 22 mars 1873, il est promu lieutenant-colonel en mars 1873. Alten est ensuite commandé du 16 avril au 26 octobre 1874 à la tête du 2e régiment d'uhlans de la Garde et est ensuite nommé commandant de ce régiment. Le 15 juin 1875, il est transféré comme commandant au régiment des Gardes du Corps, où il est promu colonel le 22 mars 1876. Pendant une courte période, Alten commande la 1re brigade de cavalerie de la Garde. Il devient ensuite major général et général à la suite de l'empereur et du roi. Tout en conservant ce poste, Alten est nommé lieutenant général et commandant de la 16e division d'infanterie à Trèves le 8 mars 1887. Dès novembre de la même année, il est relevé de cette fonction et nommé commandant de la division de cavalerie de la Garde.
Après la mort de Guillaume Ier, Alten est envoyé à Paris le 17 mars 1888 pour annoncer le décès de l'empereur. Six jours plus tard, il passe à l'empereur Frédéric III en tant que général à la suite. Pendant près de quatre ans, Alten exerce la fonction de gouverneur de la forteresse d'Ulm à partir du 23 décembre 1889, obtient le caractère de général de cavalerie le 5 mai 1891 et est finalement mis à disposition avec pension le 24 novembre 1893.
Alten est une figure bien connue de la société berlinoise et est mentionné dans plusieurs romans de Theodor Fontane.

### Famille
Alten se marie le 10 avril 1862 à La Haye Karoline Groeninx van Zoelen van Ridderkerk (1840–1911). Trois enfants sont nés de ce mariage :
- Aurélia (née en 1863)
- Victor (né en 1864)
- Élisabeth (1875-1970) mariée le 17 septembre 1895 à La Haye Karl comte von Platen-Hallermund (1870–1919)

La sœur d'Alten est Luise, duchesse de Manchester et Devonshire (de). Son beau-frère est le général prussien et chef du cabinet militaire, Emil von Albedyll.

### Décorations
- Grand-Croix de l'ordre d'Isabelle la Catholique le 16 mars 1878
- Ordre de la Couronne de 1re classe le 23 mars 1890
- Diamants pour l'ordre de l'Aigle rouge, 1re classe, avec feuilles de chêne, couronne et épées le 22 mars 1897